# 黄金の里程標

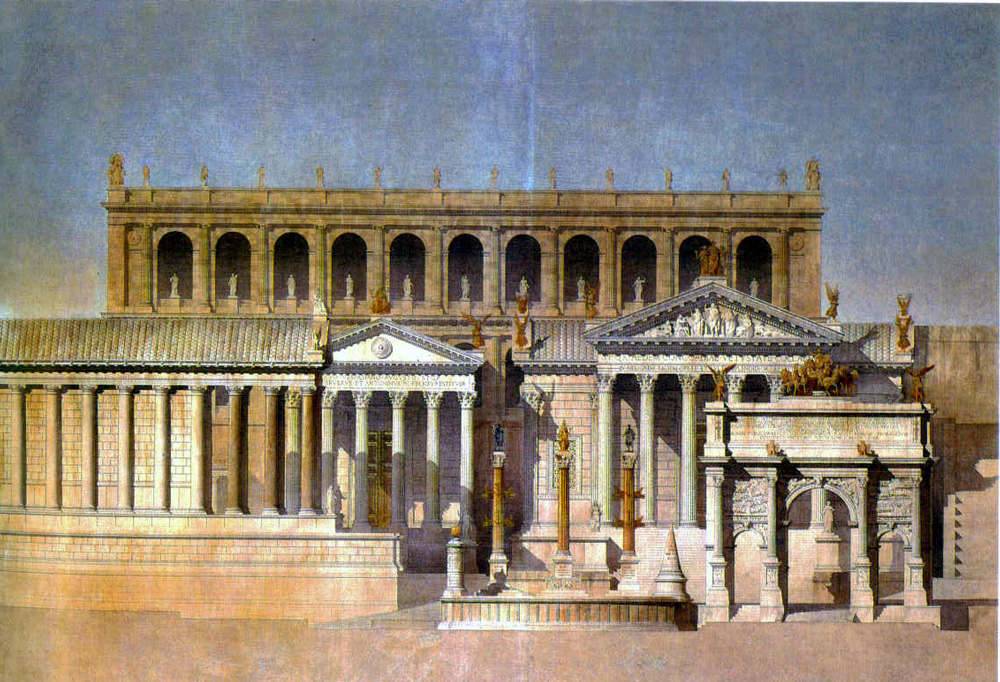
想像図
ロストラ（中央の演台）の左側の円柱

黄金の里程標（ラテン語: Miliarium Aureumミリアリウム・アウレウム，イタリア語: Miliario Aureo）は古代ローマの道路元標であり、ローマから延びる全てのローマ街道の起点とされたマイルストーン。

## 歴史・概要
紀元前20年、ローマ帝国初代皇帝アウグストゥスが、フォルム・ロマヌムのロストラ脇に建てた。その後ただちに、Miliarium Aureumと命名されたと推定される。日本語で金のマイルストーンなどと表記されることもある。
黄金の里程標にはローマから帝国各地への距離が表示されていたと推定されるが、マイルストーン本体は失われ、現在はマイルストーンの基礎部分だけが残っている。
現在まで伝わっているフォルマ・ウルビス・ロマエ（セウェルス帝の大理石平面図）では、黄金の里程標があった場所を描いた部分が失われてしまっているため、このマイルストーンが実際どこにあったのかの確かな情報は存在しない。当時の記録で黄金の里程標に言及したものは少なく、そのことが場所の確定を困難にしている。現在、サートゥルヌス神殿横にマイルストーンの基礎部分の破片が置かれているが、1959年のKählerの発掘調査、1833年のBunsenによる発掘調査をもとにして多くの考古学者が場所の特定を試みた結果、ロストラの南西角にあったと推定されることになった。この場所は、ロストラの建築物を挟んで北東角にある帝都ローマ基準点と対を成す位置にあった。
黄金の里程標の形状は、他のマイルストーンと同じく円柱状の大理石で出来ており、表面に刻まれた文字に金箔が埋め込まれていたと推定されている。建築史家Christian Hülsenは1835年にサートゥルヌス神殿があった場所で金箔が嵌め込まれたそれらしき巨大な大理石円柱を確認している。しかし、他の専門家の推定では、マイルストーンの円柱全体に金箔が貼られていたという説や、大理石ではなく青銅製の円柱に金箔で文字が書かれていたという説もある。
マイルストーンの円柱寸法は、高さ3.45m、直径1.15mだったと推定され、基礎部分の直径は3mであったという。
マイルストーンの表面に刻まれていたのは、ローマから帝国各地への距離だというのが定説であるが、黄金の里程標を建てたアウグストゥスを称える文だけが書かれていたという説、執政官や道路長官の序列順位が書かれていたという説もある。また、帝国各地への距離を書いていた場合でも、その距離はこの場所からではなく城壁の門からの距離であったという説もある。